# Mariano Monterde Hernández
Mariano Monterde Hernández (f. Alcalá de Henares, 20 de julio de 1936) fue un militar español.

## Biografía
Militar de carrera, en julio de 1936 ostentaba el rango de teniente coronel y era comandante del 7.º batallón de zapadores, con base en Alcalá de Henares. A la postre, también era comandante militar de Alcalá de Henares. Persona leal a la República, el 19 de julio —tras el comienzo de la sublevación militar— ordenó la detención de varios oficiales del cercano aeródromo militar. Al día siguiente Monterde organizó una columna militar que debía interceptar a las fuerzas del general Mola en la sierra; ante la oposición de la oficialidad del batallón comenzó un enfrentamiento durante el cual Monterde fue asesinado en Alcalá de Henares.